# Lindau

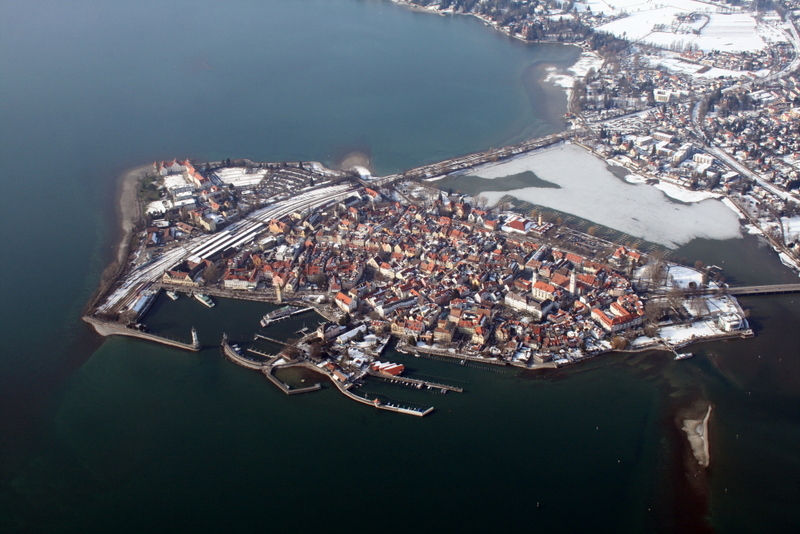
Lindau

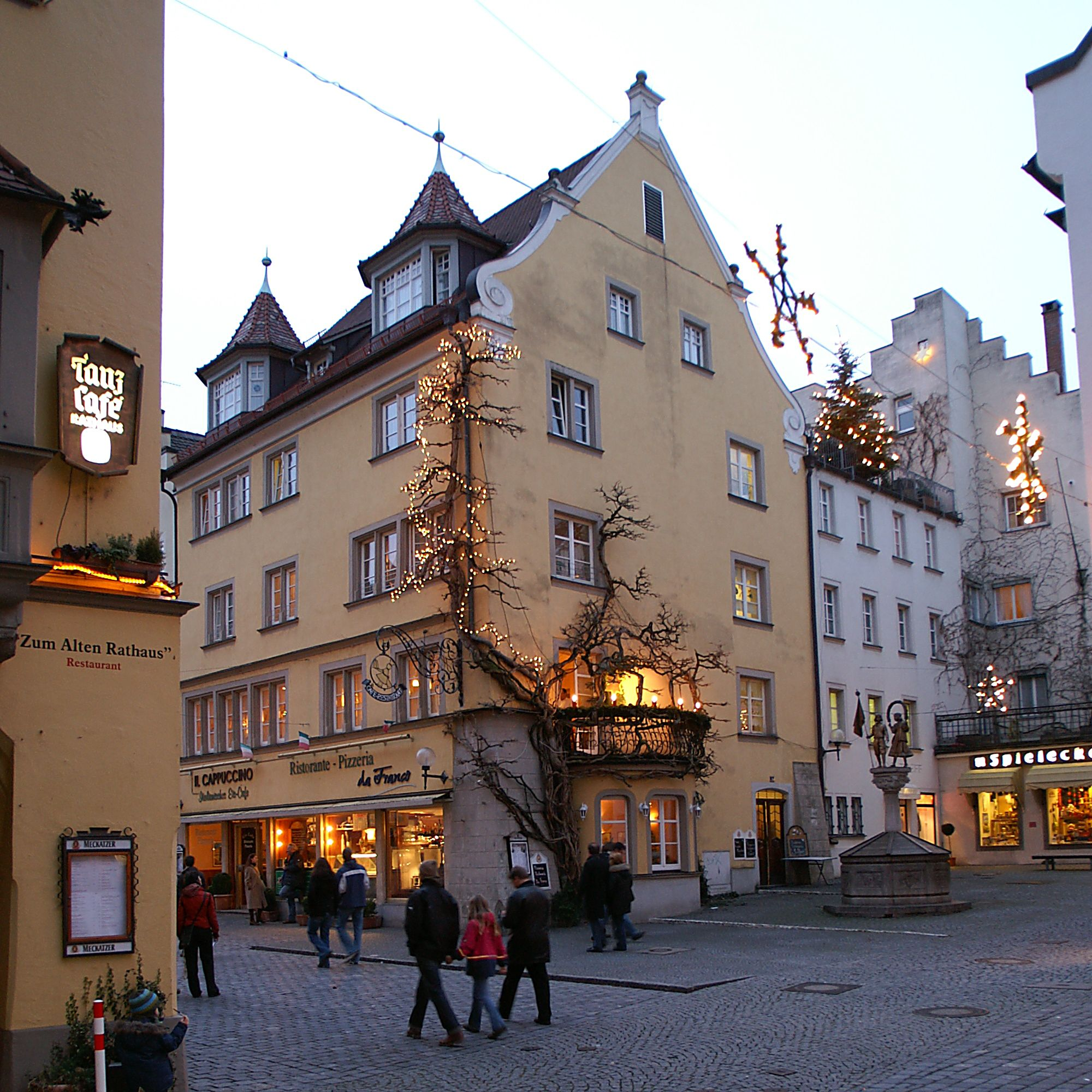
Lindau (Bodensee)
(artera principală)

Lindau (cunoscut în limba română și sub numele Lindov) este un oraș din districtul Lindau (Bodensee), regiunea administrativă Șvabia (Regierungsbezirk Schwaben), landul Bavaria, Germania.

## Așezare
Este situat pe una din cele 3 mari insule ale lacului Constanța (germană: Bodensee): insula Mainau, insula Reichenau și insula Lindau (dintre cele 10 insule ale lacului). 